# Alberto Quintanilla del Mar
Alberto Quintanilla del Mar (Cusco, 29 de abril de 1934) es un pintor, grabador y escultor peruano.

## Biografía
Nació el 29 de abril de 1934 en el Cusco. Es el primer hijo de los trece que tuvieron Alberto Quintanilla Montesinos y María Jesús del Mar Dueñas. Comenzó a pintar y modelar desde niño. Perteneció a la llamada "promoción dorada" de la Escuela Nacional Superior Autónoma de Bellas Artes del Perú, que dio como fruto a otros pintores destacados: Tilsa Tsuchiya, Galdos Rivas, Gerardo Chávez, Alfredo Basurco y Osvaldo Sagastegui. El 21 de abril de 1971 se casó en París con la Doctora francesa Hélène Chatenet, con quien tuvo tres hijos. Vive entre su taller de Lima - Perú y de Paris, Le Plessis Robinson - Francia. Sin embargo, ha guardado su nacionalidad peruana por convicción. En 2008 la Universidad Alas Peruanas, le publica un libro en honor sobre su obra completa titulado simplemente "Quintanilla".

## Estudios realizados
Sus primeros estudios de pintura fueron en la Escuela Regional de Bellas Artes del Cuzco, bajo la dirección de Mariano Fuentes Lira. Se trasladó a Lima como ganador de una beca para estudiar restauración de obras de arte, con el pintor español Julián Tellaeche (Director del Tesoro Artístico Peruano), después del terremoto de 1950. En paralelo, asistiá a la Escuela Nacional de Bellas Artes de Lima, en el taller de Juan Manuel Ugarte Eléspuru durante tres años. Luego regresó al Cuzco para desempeñar el cargo de restaurador oficial hasta 1958. Ese mismo año volvió a la Escuela nacional de Bellas Artes de Lima. Cumplió sus dos años de estudios finales en el taller de Ricardo Grau, egresando con medalla de oro en 1959, y viaja becado por el gobierno francés a París. Estudió en las Escuela de Bellas Artes de París (École nationale supérieure des beaux-arts), en el taller de grabado (profesores: SSres Jean-Eugène Bersier, Lucien Coutaud et Robert Cami ) desde 1963 hasta 1968, año en que terminó su doctorado. Siguió otras clases de grabado en la Academia de Stanley William Hayter en Montparnasse e hizo una práctica en el Taller de restauración del Museo del Louvre bajo la dirección de Madame Madeleine Hours.

## Obra
Su obra se encuentra en diversas colecciones particulares en Suiza, Alemania, Gran Bretaña, Argentina, Brasil, Canadá, Estados Unidos, Japón, México, Suecia, Francia, Finlandia y Perú. También forma parte de colecciones de prestigiosos museos: Museo de Arte Moderno de Nueva York, EE. UU, Museo de Arte Moderno de París, Biblioteca Nacional de Francia (Cabinet des Estampes), Museo de Arte Moderno de São Paulo - Brasil, Museos de Arte Moderno de Oslo y de Stavanger - Noruega, Museo de Dresde, Museos de Berlín, Museo de Arte Contemporáneo de Cusco, Museo de Weimar - Alemania, Museos de Cracovia y de Poznan - Polonia. 
En la obra de Alberto Quintanilla se fusionan el grafismo de un niño y el dramatismo y las alegrías festivas de un adulto. Sus pinturas expresan mitos de los andes, historias de alegría, sátira, picardía, burla, magia, apus, fantasía y un fauve –natural-que nos lleva a un bestiario particular de códigos propios. En este vasto territorio que Quintanilla ha creado, los personajes juegan, festejan, se enamoran, ríen con dos caras, adoran la naturaleza, aman y mueren. La diversa obra de Alberto Quintanilla polifacético es coherente, un universo andino –original en el estilo- paralelo al que crearon: Chagall, Miró, van Gogh, en el que animales y humanos pertenecen al mismo género. Picasso visitó cierta vez una exposición de Alberto y dijo: “Quintanilla es el primer aporte peruano a la pintura universal”. Sus pinturas, esculturas, grabados y acuarelas están en museos de Europa, y el resto del mundo.

"... Hay en él algo de la sencillez del artesano, algo de candor del campesino, no como disvalores, sino como fuerzas que conducen de acuerdo a su interés pictórico, porque tras la aparente simplicidad se esconde una razón que reacomoda los elementos con un objetivo que no puede llamarse ni capricho ni decorativo. Curioso fruto es la pintura de Quintanilla de la mixtion peruana, en cuyo crisol se juntan viejas sabidurías con viejas espontaneidades...".
Sebastián Salazar Bondy

### Algunas de sus obras
- Memorias I - Un poco de nuestra historia. Óleo sobre tela. 162 x 130 cm.
- Memorias II - Una carta de amor. Óleo sobre tela 162 x 130 cm.
- Memorias III - Nada al horizonte. Óleo sobre tela. 162 x 130 cm.
- Moskoykuna (Mis sueños). Óleo sobre tela. 130 x 97 cm.
- El niño y sus misterios. Óleo sobre tela. 146 x 114 cm.
- Poeta desconocido. Óleo sobre tela. 100 x 81 cm.
- ""Antonio Das Mortes" Grabado
- "" EL Pejerrey" Grabado
- "" El Perro Sin Pelo Del Perú" Escultura
- "" El Caballo Jinete" Escultura

### Exposiciones
- 1958: Galería Chambi, Cuzco, Perú.
- 1959: Primera Bienal de la Juventud, París, Francia.
- 1959: Pinturas Peruanas de Hoy, Feria del Pacífico, Lima, Perú.
- 1960: Exposición de la unión Panamericana, Washington - EE. UU.
- 1960: Exposición de Pinturas Peruanas, México D.F. - México.
- 1960: Instituto de Arte Contemporáneo, Lima, Perú.
- 1960: Galería Art Center, Lima, Perú.
- 1961: IV Bienal de São Paulo, Brasil.
- 1961: Segunda Bienal de la Juventud, París, Francia.
- 1962: Pintura Peruana, Museo de Arte Moderno, Miami, EE. UU.
- 1962: Arte Latinoamericano, Museo de Arte Moderno, París, Francia.
- 1963: Casa de las Bellas Artes, París, Francia.
- 1965: Dunkubanski Kultura, Praga, Checoslovaquia.
- 1965: Arte Latinoamericano, Museo de Arte Moderno, París, Francia.
- 1966: Galería Allen. Copenhague, Dinamarca.
- 1967: Galería de Arte Experimental, París, Francia.
- 1967: Galería Solstice, París, Francia.
- 1968: Galería El Puente, Caracas, Venezuela.
- 1969: VI Bienal de la Juventud, París, Francia.
- 1969: Galería Allen, Copenhague, Dinamarca.
- 1970: Bienal de Grabado de Cracovia, Polonia.
- 1970: Galería Carlos Rodríguez, Lima, Perú.
- 1970: Galería Allen, Vancouver, Canadá.
- 1971: Bienal de Grabado de Ljubljana, Yugoslavia.
- 1971: Galería Alliance, Copenhague, Dinamarca.
- 1971: Galería Numaga, Auvernier, Suiza.
- 1971: Galería Ruben y Magnussen, Copenhague, Dinamarca.
- 1972: Bienal de Florencia, Medalla de Oro, Italia.
- 1973: Galería Aaron, Washington, USA.
- 1973: Galería Rubin y Magnussen, Copenhague, Dinamarca.
- 1975: Galería Koloritten, Stavanger, Noruega.
- 1976: Casa de la Cultura de Poitiers, Francia.
- 1976: Galería Numaga, Auvemier, Suiza.
- 1977: Galería Asbaek, Copenhague, Dinamarca.
- 1978: Bienal de Cracovia, Polonia.
- 1978: Centro Cultural Gérard Philippe, Le Plessis Robinson, Francia.
- 1979: El objeto preferido del artista, Galería Numaga, Suiza.
- 1980: Instituto Francés de Atenas, Grecia.
- 1980: La Closerie des Lilas, París, Francia.
- 1980: Salón Eclaté, París, Francia.
- 1982: 5 Artistas Latinoamericanos, Casa de la Unesco, París, Francia.
- 1982: El dibujo en los países Bolivarianos. Embajada de Venezuela, París, Francia.
- 1982: La América Latina en París, Grand Palais, Francia.
- 1983: Galería Falsted, Copenhague - Dinamarca.
- 1984: Intergrafik, Primer Premio, Berlín, República Democrática Alemana.
- 1984: Cuatro Pintores Contemporáneos de América Latina. Chateau del Grand Veneur, Soissy sobre Seine, Francia.
- 1984: Galería El Puente, Lima, Perú.
- 1986: II Bienal, La Habana, Cuba.
- 1986: Casa Latinoamericana, Burdeos, Francia
- 1987: Sala de Arte Petroperú, Lima, Perú.
- 1987: Galería de l'Atelier des Cannettes, París, Francia.
- 1987: Duckgrafik (individual), Berlín, República Democrática Alemana.
- 1988: América 92, Lima, Perú.
- 1989: MJC, Galería de Neuilly, Francia.
- 1991: Casa de la Juventud y Cultura de Belleville, Paris, Francia.
- 1992: Galería La Imaginería, Alianza Francesa, Lima, Perú.
- 1992: Taller Champsfleury, París, Francia.
- 1992: Galería Vargas, Lima. Sheraton Hotel, Chicago, USA.
- 1992: Galería Bertoncini, Chicago, USA.
- 1993: Galería Vargas, Lima, Perú.
- 1993: Galería L'Etincelle, Arequipa, Perú.
- 1994: Tocre, Galería de Arte, Madrid, España.
- 1995: Centro Cultural Ricardo Palma, Lima, Perú.
- 1996: Museo de la Nación, Lima, Perú.
- 1997: Galería Terra Nova, Génova, Suiza.
- 1998: Diálogo de los Zorros, Sala de Arte Petroperú, Lima, Perú.
- 1999: Diario Cambio, Lima, Perú.
- 1999: Andahuaylas, Apurímac, Perú.
- 2000: Municipalidad de Pueblo Libre, Lima, Perú.
- 2001: Museo Albert Chanot. Clamart, Francia.
- 2001: Casa de Cultura, Municipalidad de San Miguel, Perú.
- 2001: Galería Felipe Cossio del Pomar, Municipalidad de San Isidro, Perú.
- 2002: Instituto Nacional de Cultura Galería de Arte Universidad Norbert Wiener.INC Iquitos, Perú.
- 2003: Instituto Cultural Peruano Norteamericano, Cuzco, Perú.
- 2004: Galería Interbank. Ediciones Petroglifo, Cajamarca , Perú.
- 2004: Moulin Fidel, Le Plessis Robinson, Francia.
- 2005: Retrospectiva. Museo de la Nación del Perú.
- 2006: Museo Bruning, Chiclayo, Perú.
- 2007: Mallikuna. Alianza Francesa de Miraflores, Lima, Perú.
- 2007: "la Imagen Develada", Universidad Ricardo Palma, Miraflores, Lima, Perú.
- 2008: "Miradas del Fuego", Centro cultural Alberto Quintanilla, Universidad Tecnológica del Perú, Lima.
- 2008: "La Sabiduría del Ojo", UPCI, Jesus María, Lima, Perú.
- 2009: "Ninan Cuyuchiq", Biblioteca Nacional del Perú.
- 2010: Congreso de la República del Perú, Medalla de Honor del Congreso, Lima.
- 2018: "Allinta Yachay", ICPNA de Miraflores, Lima.

## Premios y reconocimientos
- 1959 - Medalla de Oro de la Escuela de Bellas Artes de Lima - Perú.
- 1968 - Diploma de la Escuela de Bellas Artes de París - Francia.
- 1972 - Medalla de Oro Bienal de Florencia – Italia.
- 1984 - Primer premio Bienal Intergrafik de Berlín – Alemania.
- 2010 - Medalla de Honor del Congreso de la República del Perú.[4]